# Teatre de l'Orfeó Gracienc
El Teatre de l'Orfeó Gracienc és una sala teatral ubicada al carrer Astúries, núm. 83 del barri de Gràcia, (Barcelona), que forma part de la seu de l'Orfeó Gracienc, de la que n'és la propietària.
La sala d'actes va ser projectada per l'arquitecte Jordi Bonet i Armengol i es componia d'un escenari de reduïdes dimensions i un aforament de 280 localitats. Va ser inaugurada el 1979.